# بيرميكورت
بيرميكورت (بالفرنسية: Bermicourt)‏ هي بلدية تقع في إقليم باد كاليه من منطقة نور با دو كاليه في شمال فرنسا. تبلغ مساحة هذه المدينة 5.53 (كم²)، وترتفع عن سطح البحر 135 م، يبلغ عدد سكانها 156 نسمة حسب إحصاء المعهد الوطني للإحصاء والدراسات الاقتصادية سنة 2009 م. وترأس Gérard Hernu البلدية خلال فترة (2008-2014).